# DS西村京太郎サスペンス2 新探偵シリーズ「金沢・函館・極寒の峡谷 復讐の影」
『DS西村京太郎サスペンス2 新探偵シリーズ「金沢・函館・極寒の峡谷 復讐の影」』（ディーエスにしむらきょうたろうサスペンス2 しんたんていシリーズ かなざわ・はこだて・ごっかんのきょうこく ふくしゅうのかげ）は、2008年11月13日にテクモから発売されたニンテンドーDS用ソフト。

## 解説
前作のDS西村京太郎サスペンス 新探偵シリーズ「京都・熱海・絶海の孤島 殺意の罠」の続編で、DSサスペンスシリーズの第3弾にあたる。原案・監修は前作同様に推理作家の西村京太郎が務めている。
日本各地で起こる事件の謎を解くアドベンチャーゲームで、今作では「雪国での事件」がテーマになっており、舞台となる地も函館や極寒の峡谷など、冬の雪国を思わせる土地である。
主要の登場人物や基本的なゲームシステムは前作とほぼ一緒だが、「京太郎くん」による占いが廃止された代わりに難易度の変更が可能になり、登場人物との過去の会話を読むことができるようになっているなど、前作より遊びやすくなっている。前作において登場した推理クイズ「West Village」は今作でも「West Village 2」として登場しているが、問題数が100問と倍増し、ゲームの種類も増えている。

## 登場人物

### 共通
新 一新（あらた いっしん）
主人公。35歳。身長177cm。亡き父・賢新の探偵事務所を引き継ぎ、探偵業を務めている。駆け出しでまだまだ頼りないが、ここぞという時には鋭い閃きを見せる。
京 明日香（きょう あすか）
ヒロイン。28歳。身長162cm（ヒール入りで165cm）。一新の幼馴染であり探偵事務所の助手。しっかり者で、何かと頼りない一新をサポートする。第三章では崖の中腹で気絶していたため、屋敷内にある主治医の部屋のベッドで休んでいる。
県 誠之助（あがた せいのすけ）
通称「ガタさん」。一新の父・賢新の学生時代からの親友で、一新のことは幼い頃から見守ってきた。前作では警察を退職してフリーランスとして調査していたが、今作では新人教育を担当する現場指導員として警察に復帰している。警察関係者という立場のため、一般人である一新らに協力的な態度は取れないが、それでも出来る限りの便宜を図っている。第三章では一新との電話でのみ登場する。
柳沢 照彦（やなぎさわ てるひこ）
一新のライバル。35歳。ロサンゼルスに探偵事務所を持っている。第二章でスパから何度もタクシーで立ち去る姿を一新に発見され、明日香の過去を知っていることが判明。第三章では一新と共に付かず離れずの調査を行う。
京太郎くん（きょうたろうくん）
原作者・西村の分身的キャラ。物語の一区切りごとに現れてはプレイヤーにアドバイスを送る。

### 第一章
染谷 文吾（そめや ぶんご）
金沢にある加賀焼の窯元「染谷窯」の窯主で、今回の事件の依頼者。自身が作った作品が盗難の被害に遭っており、その調査を求めて一新らを招いた。のちに敷地内の倉庫の中で遺体となって見つかる。
染谷 彩（そめや あや）
文吾の娘。染谷窯で生活しながら職人らをサポートしている。小野寺と婚約しているが本人は小野寺を嫌悪している。
小野寺 春人（おのでら はるひと）
文吾の一番弟子。染谷窯の営業を担当しており、頻繁に金沢を留守にしている。離れにある自室で遺体となって見つかる。
鏑木 耕平（かぶらぎ こうへい）
文吾の二番弟子で、兼六園で開催される予定の作品展へ出品するため、作品の制作に集中している。文吾からは将来のことについて話を受けていた。
芝 亮太（しば りょうた）
文吾の三番弟子で、バイクによる事故で左腕を負傷しており作品が作れず、雑用などを担当している。小野寺から盗難事件の疑惑を向けられている。
久保 憲弘（くぼ のりひろ）
染谷窯の絵付け担当（絵師）で、普段は絵付け工房にいる。文吾とは旧知の仲だが作品の出来や今後の運営方針をめぐっての口論が多い。自らが講師を務める絵付け教室も開催されている。
大山刑事（おおやまけいじ）
事件を担当する石川県警南金沢署の刑事。県誠之助による教育指導中だが単独行動をしたがるため県から注意されることもある。

### 第二章
岡 友里恵（おか ゆりえ）
今回の事件の依頼者。函館を中心に活動する彫刻家で、今回はスパの内部に自身の雪像の作品を展示する。
岡 豊（おか ゆたか）
友里恵の夫で、イベントを企画・運営する企業「ユタカ・イベント」の社長。スパに停車していた車中で遺体となって見つかる。
草加 逸男（くさか いつお）
南函館駅とスパを結ぶシャトルバスの運転手。岡豊とは幼馴染だが、目当てのホステスをめぐって対立し、ホステスに振られる。
二ノ宮 エミリ（にのみや えみり）
「ユタカ・イベント」の副社長。函館を中心に岡豊と行動を共にしていたが、スパの駐車場で岡豊の遺体を発見する。
三条 あかね（さんじょう あかね）
函館にあるスパ「露天スパ函館」の店長。雪像イベントを開催するため、岡友里恵や「ユタカ・イベント」と協力する。
関口 舞（せきぐち まい）
岡豊や草加が通っていたバーのホステス。23歳。スパの男湯で遺体となって発見される。
小山刑事（こやまけいじ）
事件を担当する北海道警南函館署の刑事。県誠之助の教え子。

### 第三章
鮫島 鬼重郎（さめじま きじゅうろう）
今回の事件の依頼者。差出人不明の脅迫文を受け取ったことで一新に保護と犯人確保を求める。東北地方の有名な代議士で、非常に大きな敷地面積の屋敷を持つ。
原 信幸（はら のぶゆき）
鬼重郎の秘書。鬼重郎を尊敬しており、常に行動を共にしている。秘書を辞任し鮫島邸を去ろうとして思い留まるが、曳枝ひろみに刺殺される。
鮫島 楓（さめじま かえで）
鬼重郎の一人娘。木炭でのデッサンが趣味。鮫島邸の自室でフクロウを飼育している。
飯田橋 学（いいだばし まなぶ）
鬼重郎の主治医で旧友。鮫島邸に住んでいる。丙文庫の催眠術シリーズを愛読し、自身も催眠術が使用できる。ある一人の女性が忘れられず、それを悪く言う者には非常に怒る。
魚谷 留美（うおたに るみ）
鮫島邸で働くようになって3年目のメイド。楓とは催眠術で遊ぶこともある。一新や鮫島邸の他の人間を尾行したり話を盗み聞きする癖がある。
紺埜 健（こんの けん）
一新より先に鮫島邸に到着していた代議士。鬼重郎と面会する予定だったが、鮫島邸の時計台から裏側の渓谷へ転落死した。
紺埜 美貴子（こんの みきこ）
兄の健を追って鮫島邸へやって来た。玄関前で原と口論しているのを一新に見つかったのがきっかけで、共同で事件を調査する。のちに鮫島邸の客室で殺害されているのが見つかる。
曳枝 龍二（ひきえだ りゅうじ）
2年前に紺埜健と同様に鮫島邸の裏側の渓谷へ転落死した代議士。
曳枝 ひろみ（ひきえだ ひろみ）
曳枝龍二の妻。復讐のために鮫島邸内で疑惑を持った人物を見つけ出そうとし、原を殺害する。

## ストーリー
第一章「ひび割れた絆」
金沢にある加賀焼の窯元「染谷窯」の窯主・染谷文吾から、文吾の作品が盗難に遭っているので犯人を突き止めて欲しいとの依頼を受ける。調査を開始してすぐ、窯元の中庭にある職人の居室で若い男の撲殺死体を発見する。一新は明日香を連れて現場に戻るが遺体は消えていた。染谷窯のどこを探しても遺体は見つからず、職人らに話を聞きながら調査を進めていくと盗難事件の犯人と遺体の行方が判明した。しかしその直後、依頼主である文吾が倉庫で遺体となって見つかった。事故死と思われたが現場の状況から文吾は他殺と判明。染谷窯を取り巻く微妙な人間関係と共に、盗難事件の犯人と文吾らを殺害した犯人は誰なのか。
第二章「凍てついた想い」
明日香から金沢での無駄な出費を責められている最中に応募していた懸賞に当選した事を知った一新は、明日香と共に事務所初の社員旅行も兼ねて函館に来ていた。夜景と食事を満喫する一新らは、展望台で地元の女性彫刻家から個展開催を控えたスパへの案内状をもらう。しかしスパの男湯で一新が見つけたのは浴槽に浮かんだ若い女性の遺体だった。一新らの推理によって疑惑の目が向けられたのは被害者とスパへ来ていたイベント会社の社長の男。だが、その社長の男も駐車場に停めていた車の中で殺害されているのが見つかり、女性彫刻家と社長の男は夫婦関係だという。さらに一新がスパで何度も遭遇する謎の男の正体は。光り輝くネオンが眩しい函館を舞台に、凄惨な連続殺人と共に見えてくる犯人の狙いは。
第三章「鳴り止まぬ鎮魂歌」
明日香が休暇届を出して探偵事務所を休んでいた。新たな依頼も無く暇な一新のもとへ、明日香から「たすけて さめじまやしき」というメールが届く。事務所に届いていた「さめじま」＝鮫島代議士からの手紙から「『2年前の犯人を殺す』という脅迫状を送った犯人を捕まえて欲しい」という依頼があったことが判明。一新は偶然にも電話してきた県の静止を振り切って東北へ向かう。鮫島の依頼を正式に受けた一新は函館で知り合った柳沢照彦と付かず離れずの調査を開始すると、明日香はいつの間にか姿を消したという。そんな時、屋敷の裏側から男性の転落遺体と、崖の中腹で気を失っている明日香が見つかる。

## スタッフ
- 原案・監修 - 西村京太郎